# Новак Андрій Яремович
Андрі́й Яре́мович Новак (нар. 24 січня 1973, м. Коломия, Івано-Франківська область) — український економіст, учений, громадський діяч; автор книги «Як підняти українську економіку». Кандидат економічних наук.

## Життєпис
Народився в родині економіста і педагога. Батько — Новак Ярема Володимирович, 1944 р.н., працював директором коломийського коледжу «Право і бізнес». Мати — Новак Софія Іванівна, 1945 р. н., викладала у музичному училищі. Освіту здобув у Європейському університеті у Києві. В 1993 року закінчив канадську бізнес-школу Університету Західного Онтаріо (англ. University of Western Ontario business school), одночасно брав участь у програмі «Вчись працюючи».
1997–2001 роки — навчався в аспірантурі Науково-дослідного фінансового інституту при Міністерстві фінансів України. Захистив дисертацію на тему «Взаємозв'язок податково-бюджетних та грошово-кредитних важелів у політиці економічного зростання України» в Київському національному університеті імені Тараса Шевченка.
Працював в АТЗТ «Стандарт — 95», а потім 4 роки — комерційним агентом телепрограм «Бар „Чорний кіт“», «Вибрики», «Саме той» на українському телебаченні. 1998 року працював радником політичної партії з питань роботи зі ЗМІ та PR на виборах до Верховної Ради України. У 2002 році балотувався у народні депутати України як позапартійний кандидат шляхом самовисунення (виборчий округ № 87).
2002 рік — начальник фінансового управління Державного підприємства МО України «Укроборонпостачальник». Пізніше до 2003 року працював консультантом при комітетах Верховної Ради та помічником народного депутата України. З 2004 — начальник відділу зв'язків з громадськістю в компанії «Оболонь». 2005–2006 роки — радник двох прем'єр-міністрів України, 2006 став Головою Економічної Ради Всеукраїнського Громадського Об'єднання «Успішна Україна». 2006 року вийшла книга Андрія Новака під назвою «Як підняти українську економіку», в якій він запропонував модель формування конкурентоздатної та високоефективної української економіки  — Трифункціональну Економічну Модель України. У 2007 році книга видана вдруге. Того ж року увійшов до складу громадської ради при Міністерстві економіки України. У 2011 році книга була видана втретє.
2009 року Андрія Новака було обрано головою оргкомітету Економічного Форуму Українців Світу. Того ж року стартував ініційований ним проект Альтернативного Кабінету Міністрів України.
У 2010 році Андрій Новак став Головою Комітету економістів України.
У 2011 році Андрій Новак був обраний Проректором Європейського Університету.
29 квітня 2012 року на V черговому З'їзді Української Партії Андрій Новак був обраний Головою Української Партії. У квітні 2013 року було оголошено про припинення його членства в цій партії.